# Čuiváánjargâ
Čuiváánjargâ är en ö i Finland. Den ligger i sjön Paatari och i kommunen Enare i den ekonomiska regionen Norra Lappland och landskapet Lappland, i den norra delen av landet, 1 000 km norr om huvudstaden Helsingfors. Öns area är 0,6 hektar och dess största längd är 310 meter i sydöst-nordvästlig riktning.